# Aulagromyza orbitalis
Aulagromyza orbitalis är en tvåvingeart som beskrevs av Axel Leonard Melander 1913. Aulagromyza orbitalis ingår i släktet Aulagromyza och familjen minerarflugor. Inga underarter finns listade i Catalogue of Life.